# أدولف ليفكويتش
أدولف ليفكويتش (بالإنجليزية: Adolphe Lefkowitch)‏ (23 يوليو 1902 – 15 أبريل 1987) هو ملاكم أمريكي راحل، مثّل بلاده في الألعاب الأولمبية الصيفية 1924.

## وصلات خارجية
أدولف ليفكويتش على موقع أوليمبيديا (الإنجليزية)